# Präsidentschaftswahl in Polen 1922 (20. Dezember)
Die zweite Präsidentschaftswahl in Polen fand am 20. Dezember 1922 in Warschau statt, nur elf Tage nach der ersten Präsidentschaftswahl. Die Nationalversammlung wählte Stanisław Wojciechowski zum Präsidenten der Republik Polen.

## Hintergrund
Der am 9. Dezember 1922 gewählte Präsident Gabriel Narutowicz wurde bereits am 16. Dezember nach einer Hetzkampagne der nationalistischen Presse von dem Fanatiker Eligiusz Niewiadomski ermordet. Sejmmarschall Maciej Rataj übernahm entsprechend der „Märzverfassung“ interimistisch die Amtsgeschäfte des Staatsoberhaupts und rief für den Mittwoch, den 20. Dezember 1922, die Neuwahlen aus.
Währenddessen führte das neu berufene Kabinett Sikorski Notstandsgesetze ein, um die Ausschreitungen der Rechten sowie der über den politischen Mord empörten Linken zu unterbinden.

## Die Wahl

### Kandidaten

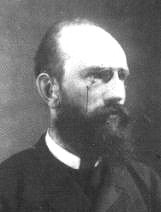
Kazimierz Morawski
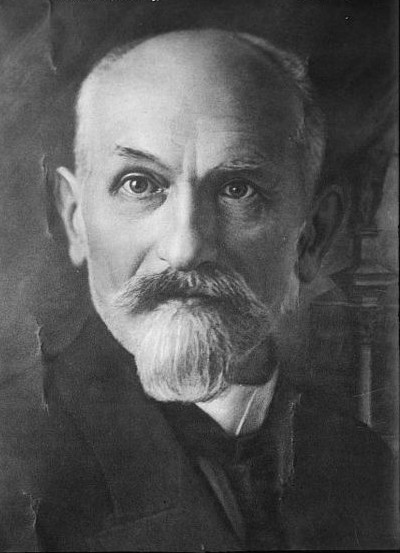
Stanisław Wojciechowski

Folgende Kandidaten wurden durch die Fraktionen in der Nationalversammlung zur Wahl vorgeschlagen:
- Kazimierz Morawski – Historiker und klassischer Philologe, Vorstand der Polnischen Akademie der Gelehrsamkeit, vormaliger Mitglied des österreichischen Herrenhauses (1907–1918), vormaliger Rektor der Universität Krakau, vorgeschlagen durch die Vereinigung der nationalistischen und christlich-demokratischen Parteien
- Stanisław Wojciechowski – Drucksetzer, Genossenschaftler, Mitgründer und bis 1905 Mitglied der Polnischen Sozialistischen Partei, vormaliger Innenminister (1919–1920), vorgeschlagen durch die zentrische bis gemäßigt rechte Polnische Bauernpartei „Piast“.

### Die Abstimmung
Unter dem Vorsitz des Sejmmarschalls Maciej Rataj fand die geheime Wahl in der dritten Sitzung der Nationalversammlung durch Wahlzetteleinwurf statt.
| Wahlgang                                                                        | Kandidat                | Stimmenzahl | %    | Partei      |
| ------------------------------------------------------------------------------- | ----------------------- | ----------- | ---- | ----------- |
| 1. Wahlgang                                                                     | Kazimierz Morawski      | 221         | 43 % | ChZJN       |
| 1. Wahlgang                                                                     | Stanisław Wojciechowski | 298         | 57 % | PSL „Piast“ |
| Damit wurde Stanisław Wojciechowski zum Präsidenten der Republik Polen gewählt. |                         |             |      |             |

Bereits im Anschluss hat Wojciechowski den Amtseid abgelegt.